# Герхард Митер
Герхард Митер (на германски Gerhard Mitter) е бивш пилот от Формула 1.
Роден на 30 август 1935 година в Шьонлинде, Чехословакия.

## Формула 1
Герхард Митер прави своя дебют във Формула 1 в Нидерландия през 1963 година. В световния шампионат записва 7 състезания, като успява да спечели три точки.